# Phomopsis pallida
Phomopsis pallida är en svampart som först beskrevs av Karl Wilhelm Gottlieb Leopold Fuckel, och fick sitt nu gällande namn av Sacc. & D. Sacc. 1906. Phomopsis pallida ingår i släktet Phomopsis och familjen Diaporthaceae.   Inga underarter finns listade i Catalogue of Life.